# 杉本洋
杉本 洋（すぎもと ひろし 1951年 - ）は、日本画家。文化庁文化交流使、元横浜美術大学特任教授、日本美術家連盟会員。一般社団法人 日本文化資産支援機構 代表理事。

## 経歴
- 1951年 東京都に生まれる。
- 1977年 東京藝術大学大学院日本画科修了。
- 1989年 出雲大社大阪分祠神殿襖絵制作（大阪・堺市）
- 1994年 地蔵院本堂天井画制作（あきる野市）
- 1995年 清岩院本堂襖絵制作（福生市）
- 1999年 京濱伏見稲荷神社参集殿壁画制作（川崎市）、唐招提寺（奈良県）「中興忌」うちわ絵制作 以後毎年。
- 2004年 文化庁文化交流使に指名される。カナダ・ヴィクトリア美術館にて個展、ワークショップ、講演を行なう。ブリティッシュコロンビア大学（ヴァンクーバー）にてワークショップ、講演を行なう（同2006年）。
- 2005年 「ペイントイン」(カナダ）特別招待作家として参加 （同2006年）
- 2008年 東大寺二月堂修二会行法用紙手制作 以後毎年。早大・表現工学科 ファッションショーにてコンセプチュアルデザイン担当。（早稲田大学大隈講堂）。
- 2010年 MISSA（Metchosin International Summer School of the Art）にて水墨画講座指導。「ペイントイン」(カナダ）特別招待作家として参加。奈良県五條市にアトリエとして「虫籠庵」を開設する
- 2011年 ART-JAM in CANADAをプロデュースする（Collective Works Gallery）
- 2012年 「華麗なる調べ」にて作品をCGで表現する（act*square・恵比寿）
- 2013年 「HANARART」(奈良県共催）五條HANARARTのアートプロデュースを担当[4]
- 2016年 當麻寺中の坊 天井画制作[1]
- 2017年 NHKテレビ番組「視点・論点」に出演、「文化財の劣化と保存」について解説[5]。御霊神社本宮(奈良) 井上内親王御生誕1300年祭 プロデュース
- 2018年 横浜美術大学 修復保存研究室[3]特任教授（～3月）。国史跡 宇智川磨崖碑 3D複製 制作監修 (五條市立博物館)。奈良県重要文化財 中家住宅襖絵 修復
- 2019年 一般社団法人 日本文化資産支援機構 設立
- 2021年 丹生川上神社下社 階板絵制作、建仁寺正伝永源院 障壁画 修復監修
- 2022年 大和五條鹿皮膠日本画展 企画・出品（京王プラザホテル ロビーギャラリー）

## 作品収蔵
出雲大社大阪分詞神殿襖絵、京都伏見稲荷神社參集殿壁画、地蔵院本堂天井画、清岩院本堂襖絵、秋篠宮家、国立司法研修所、長徳寺客殿、光徳寺客殿、宝蔵院客殿、武蔵御嶽神社、郷さくら美術館、南紀白浜柳屋、介護老人保健施設 菜の花、ドイツ・ボッパルト市、當麻寺中之坊天井画、 丹生川上神社下社